# Старая Медынка
Старая Медынка — село в Балаковском районе Саратовской области, в составе сельского поселения Натальинское муниципальное образование.
Население — 142 (2010).

## История
Первоначально известно как казённая деревня Медынка. Согласно Списку населённых мест Российской империи по сведениям за 1859 год деревня Медынка располагалась между Волгским и Хвалынскими трактами на расстоянии 36,5 вёрст от уездного города и относилась к Николаевскому уезду Самарской губернии. В деревне проживало 141 мужчина и 140 женщин. 
Согласно населённых мест Самарской губернии по сведениям за 1889 год деревня относилась к Хлебновской волости (волостное правление находилось в деревне Озинка). В деревне проживали 545 жителей, русские, раскольники и православные. Земельный надел составлял 2229 десятины удобной и 249 десятин неудобной земли, имелось 7 ветряных мельниц. Согласно переписи 1897 года в Медынке  проживал 513 человек, 271 старообрядец (приемлющие австрийское священство, беспоповцы и поморцы) и 242 православных.
Согласно Списку населённых мест Самарской губернии 1910 года в деревне проживали 289 мужчин и 339 женщин, в селе имелись земская школа и 4 ветряные мельницы.

## Физико-географическая характеристика
Село находится в Заволжье, на берегу залива Саратовского водохранилища, образовавшийся в низовьях реки Кулечиха (до заполнения водохранилища река являлась левым притоком реки Малый Иргиз). Высота центра населённого пункта - 33 метра над уровнем моря. Почвы - лугово-чернозёмные.
Село расположено примерно в 40 км по прямой в северо-восточном направлении от районного центра города Балаково. По автомобильным дорогам расстояние до районного центра составляет 48 км, до города Пугачёв - 46 км, до областного центра города Саратов - 210 км, до Самары - 230 км.
Часовой пояс
Старая Медынка, как и вся Саратовская область, находится в часовой зоне МСК+1. Смещение применяемого времени относительно UTC составляет +4:00.

## Население
Динамика численности населения по годам:
| Годы      | 1859 | 1889 | 1897 | 1910 | 2002 |
| --------- | ---- | ---- | ---- | ---- | ---- |
| Население | 281  | 545  | 513  | 628  | 148  |

| 2002 | 2010 |
| ---- | ---- |
| 148  | ↘142 |

Национальный состав
Согласно результатам переписи 2002 года русские составляли 74 % населения села.